# Deportes Temuco
Club de Deportes Temuco S.A.D.P ist ein chilenischer Fußballverein aus Temuco. Der 1960 gegründete Verein, der bis heute noch nie chilenischer Fußballmeister wurde, spielt derzeit in der Primera División B und trägt seine Heimspiele im Estadio Germán Becker aus, das Platz bietet für 18.100 Zuschauer.

## Geschichte
Der Verein Club de Deportes Temuco S.A.D.P wurde am 22. Februar 1960 in Temuco, einer Stadt mit heutzutage etwa 260.000 Einwohnern in der Región de la Araucanía im Kleinen Süden Chiles. Am 20. März 1965 fusionierte Deportes Temuco mit dem Traditionsverein CD Green Cross aus Santiago de Chile. Green Cross hatte in seiner vorherigen Historie unter anderem bereits eine chilenische Meisterschaft aus dem Jahr 1945 zu verbuchen. Nach der Fusion hieß der Klub fortan bis ins Jahr 1984 Green Cross Temuco. In besagtem Jahr beendete man diese Zusammenarbeit wieder, Green Cross selbst wurde aufgelöst und Temucos Sportverein lief unter dem Namen Deportes Temuco weiter.
Ebenfalls 1984 war Green-Cross Temuco aus der Primera División abgestiegen, nachdem man zuvor nur ein Jahr dort zugebracht hatte. Seine längste Erstklassigkeitsperiode hatte der Verein zwischen 1965 und 1980 mit einer Dauer von fünfzehn Jahren. Nach dem Abstieg 1984 dauerte es dann acht Jahre, ehe Deportes Temuco die Rückkehr in die Primera División gelang. Fortan spielte man von 1992 bis 1998 ununterbrochen sechs Jahre in Chiles Eliteliga. Nach vier Jahren Abstinenz kehrte man zur Spielzeit 2002 zurück, war noch einmal bis 2005 erstklassig und versank seitdem mehr und mehr in der Bedeutungslosigkeit. Nur zwei Jahre nach dem Erstligaabstieg wurde Deportes Temuco schon in die dritthöchste Liga durchgereicht und verpasste dort sechs Jahre lang die Rückkehr in die Primera División B. Im Jahr 2013 fusionierte man mit einem anderen Verein aus Temuco, mit Unión Temuco und übernahm dessen Platz in der zweiten Liga. Somit spielt Deportes Temuco seit 2013 wieder in der Primera División B, der zweithöchsten Fußballliga in Chile.

## Erfolge
- Primera División B: 2× (1991, 2001)

- Copa Apertura Segunda División: 1× (1987)

## Trainer
- Eduardo Bonvallet (2007)

## Spieler
- Diego Aguirre, heutiger uruguayischer Fußballtrainer, als Spieler unter anderem bei Florenz und São Paulo, zum Karriereausklang 1998 auch bei Deportes Temuco
- Lucas Barrios, ehemals bei Borussia Dortmund unter Vertrag, zuvor schon bei Colo-Colo, 2005 für ein Jahr in Temuco aktiv
- Oscar Dertycia, neunzehnfacher argentinischer Nationalspieler und Profi der Argentinos Juniors, von Florenz und Cádiz, 2000 bis 2001 bei Deportes Temuco
- Álvaro Peña, 43-facher bolivianischer Nationalspieler und WM-Teilnehmer von 1994, 1993 bis 1994 bei Deportes Temuco unter Vertrag
- Nelson Tapia, langjähriger Spieler von Universidad Católica, weiterhin 73 Länderspiele für Chile, im Jahr 1993 kurzzeitig bei Deportes Temuco